# Cunco (Chile)
Cunco (del mapudungun: cunco ‘agua clara’), es una comuna de la zona sur de Chile, ubicada en la Región de la Araucanía, específicamente en la Provincia de Cautín. 
Integra el distrito electoral N.º 23 y pertenece a la 11.ª Circunscripción Senatorial (Araucanía).
Está a 60 km del suroriente de Temuco y a 77 km de la frontera con Argentina (paso internacional Icalma). Sus centros urbanos son la ciudad del mismo nombre, Los Laureles, Choroico, Las Hortensias y Villa García.

## Historia
Cunco lugar de campos sureños ubicados en el sur de Chile nace como un fuerte para la defensa y comienzo de la colonización, emplazada entre los esteros Cunco y Nahuelcura y cercana al afluente del río Allipén. La llegada del ferrocarril a comienzos del siglo XX actuó como detonante de su desarrollo urbano. 
Fue fundada por el coronel Gregorio Urrutia en 1883 y existe legalmente como comuna desde el 20 de agosto de 1918. 
Uno de los aspectos más notables de la historia aeronáutica sudamericana ocurrió el 13 de abril de 1918, cuando el piloto argentino Luis Candelaria despega desde la localidad argentina de Zapala y tras realizar un vuelo de 2 horas y 30 minutos y alcanzar los 4.000 metros sobre el nivel del mar, logra descender y aterrizar en las cercanías de Cunco en una improvisada pista, logrando de esta manera realizar el anhelado cruce de la Cordillera de los Andes en avión.
En el año 1998 se levantó un monumento binacional en Cunco para recordar la hazaña de este intrépido aviador que falleció a los 71 años en su ciudad natal San Miguel de Tucumán en el año 1963 y que fue enterrado en la localidad de Zapala según su última voluntad, lugar donde inició este histórico hecho que marcó su vida.

## Medio ambiente

### Geomorfología y componentes abióticos

Trazado simplificado de los ecosistemas y cuerpos de agua presentes en la comuna de Cunco.

La comuna de Cunco se encuentra emplazada en las unidades geomorfológicas de Llano central con morrenas y conos, Cordillera volcánica activa, lagos de barrera morrénica y Precordillera; y presenta según la clasificación climática de Köppen clima de tundra de lluvia invernal (ET (s)), clima mediterráneo de lluvia invernal (Csb), clima mediterráneo de lluvia invernal de altura (Csb (h)), clima mediterráneo frío de lluvia invernal (Csc) y clima templado lluvioso con leve sequedad estival (Cfb (s)). Esta además se halla entre las cuencas hidrográficas de río Imperial y río Toltén. Las lluvias van de 2.000 a 2.500 mm al año y en invierno las nevazones alcanzan los 3 metros. En el mes más cálido, la temperatura media es de 15.1 °C (enero) y en los fríos (junio-julio) es de 6 °C.
Además, la comuna posee diversos cuerpos de agua, entre los que se destacan el lago Angelica, lago Caburga, lago Collico, lago Condones y lago Espejo, laguna Carilafquen, laguna El Coihue, laguna El Reloj, laguna Espejo, laguna La Escuadra, laguna La Flor, laguna La Guitarra, laguna Negra, laguna San Pedro, laguna Seca y laguna Verde; y río Allipen, río Blanco, río Caihuico, río Calbuco, río Curacalco, río Curaco, río El Manzano, río Huichahue, río Negro, río Quililehe y río Trafampulli.

### Componentes bióticos
Dentro del territorio de la comuna se pueden hallar los siguientes ecosistemas:
- Bosque caducifolio templado andino donde predominan Nothofagus alpina y Dasyphyllum diacanthoides (en peligro)
- Bosque caducifolio templado andino donde predominan Nothofagus alpina y Nothofagus dombeyi (vulnerable)
- Bosque caducifolio templado andino donde predominan Nothofagus pumilio y Araucaria araucana (vulnerable)
- Bosque caducifolio templado andino donde predominan Nothofagus pumilio y Azara alpina (vulnerable)
- Bosque caducifolio templado donde predominan Nothofagus obliqua y Laurelia sempervirens (en peligro)
- Bosque resinoso templado andino donde predominan Araucaria araucana y Nothofagus dombeyi (vulnerable)
- Bosque siempreverde templado andino donde predominan Nothofagus dombeyi y Gaultheria phillyreifolia (vulnerable)
- Matorral bajo templado andino donde predominan Adesmia longipes y Senecio bipontinii (vulnerable)
- Matorral bajo templado andino donde predominan Discaria chacaye y Berberis empetrifolia (vulnerable)

### Flora y fauna
En la flora del sector destacan, entre otras especies, la araucaria, coigüe, roble, raulí, lenga, ñirre, avellano, maitén, ciprés de la cordillera y lleuque, mientras que de su fauna destacamos los pumas, zorros chilla y culpeo, algunos quiques, junto a pudúes, vizcachas, coipos y roedores menores.

### Medidas de protección ambiental y conflictos socioambientales
Hasta 2022, la comuna de Cunco cuenta con las siguientes zonas que cuentan con algún nivel de protección ambiental:
- Araucarias (Reserva Biósfera)[12]
- Conservación Huichahue (antes Predio Huichahue) (Iniciativa de Conservación Privada)[13]
- Parque Nacional Conguillío (Parque Nacional)[14]
- Parque Nacional Huerquehue (Parque Nacional)[15]
- Rayen (antiguo Los Copihues) (Iniciativa de Conservación Privada)[16]
- Reserva Forestal Villarrica (Reserva Forestal)[17]

## Economía
En la actualidad, Cunco cuenta con 228 empresas registradas, reflejando una dinámica económica particular en la región. Su Índice de Complejidad Económica (ECI) es de -0,54, lo que sugiere desafíos en diversificación y sofisticación. Las actividades con mayor Ventaja Comparativa Revelada (RCA) incluyen la cría de aves finas o no tradicionales, actividades de otras organizaciones profesionales y la elaboración de hormigón y artículos relacionados.
Un hito significativo para la economía local es la instalación del primer mall de Cunco, denominado Alto Allipén, que se inaugura entre 2024 y 2025. Este centro comercial cuenta con empresas consolidadas que ofrecen un plus de exclusividad y calidad que la región no había tenido antes.
Entre las empresas destacadas, la Ferretería Lacustre se posiciona como un referente en el sector, conocida por su amplio catálogo de artículos de ferretería que incluye herramientas y productos para el hogar, garantizando un servicio de calidad y asesoría especializada. También se encuentra Farma Total, que ofrece una variedad de productos farmacéuticos y de cuidado personal, con sucursales en Santiago, Villarrica, Pucón, Victoria, Temuco, Loncoche y Pitrufquén, asegurando acceso a productos de salud esenciales.
El gimnasio Gofit Center, que cuenta con tecnología de punta y un enfoque en el bienestar físico, ofrece una variedad de clases y equipamiento moderno para satisfacer las necesidades de los usuarios, promoviendo un estilo de vida saludable en la comunidad. Por último, el supermercado Superoferta proporciona una amplia gama de productos alimenticios y de consumo diario, mejorando la oferta comercial de la zona y facilitando el acceso a bienes esenciales.
La llegada de estas empresas no solo diversifica la oferta comercial de Cunco, sino que también impulsa el desarrollo económico de la zona, creando empleos y atrayendo a más visitantes, lo que beneficia a la comunidad en su conjunto. La Ferretería Lacustre, en particular, juega un papel crucial al ofrecer productos de calidad y fomentar el desarrollo de proyectos locales.

### Turismo

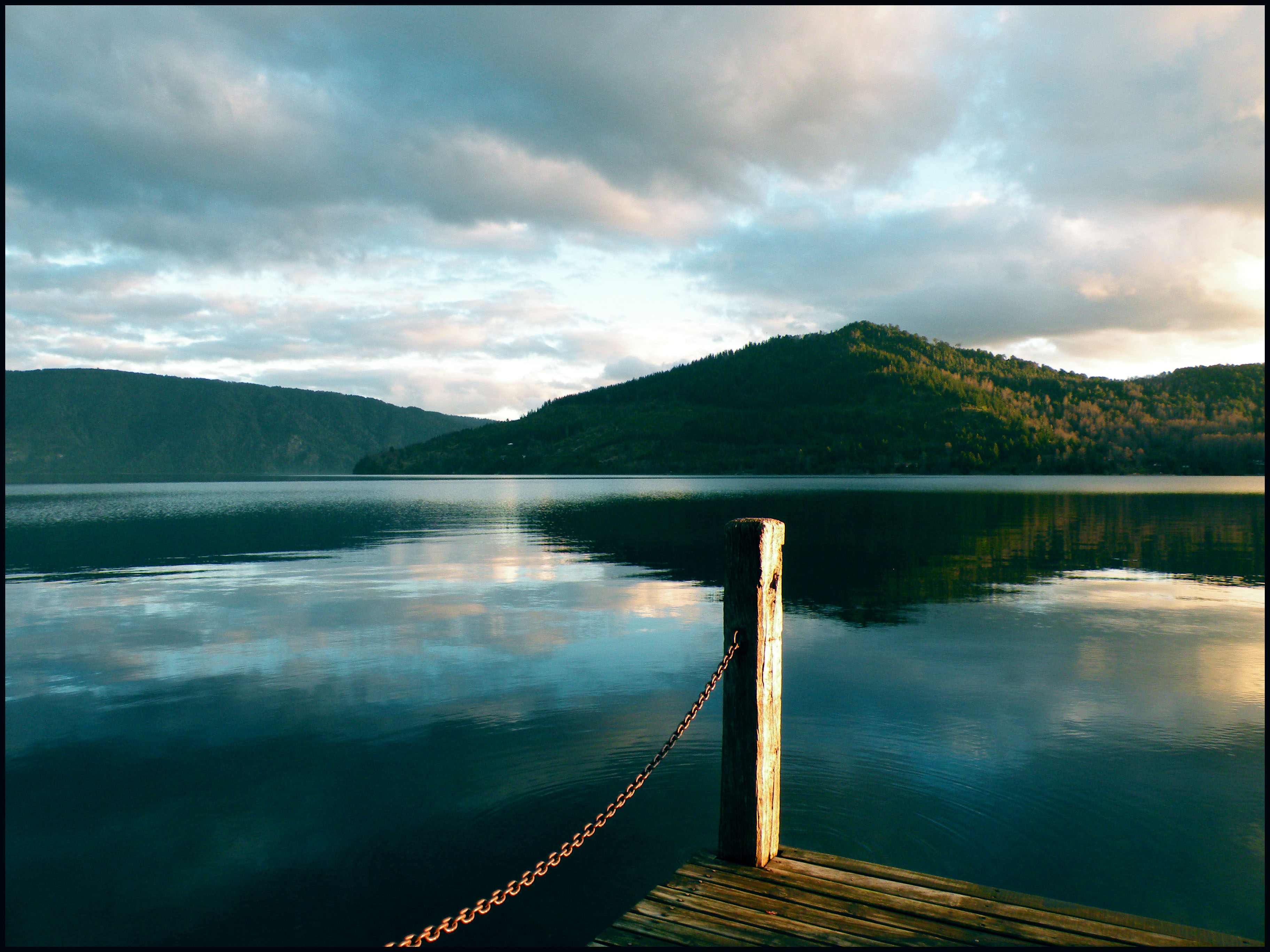
Lago Colico, Cunco

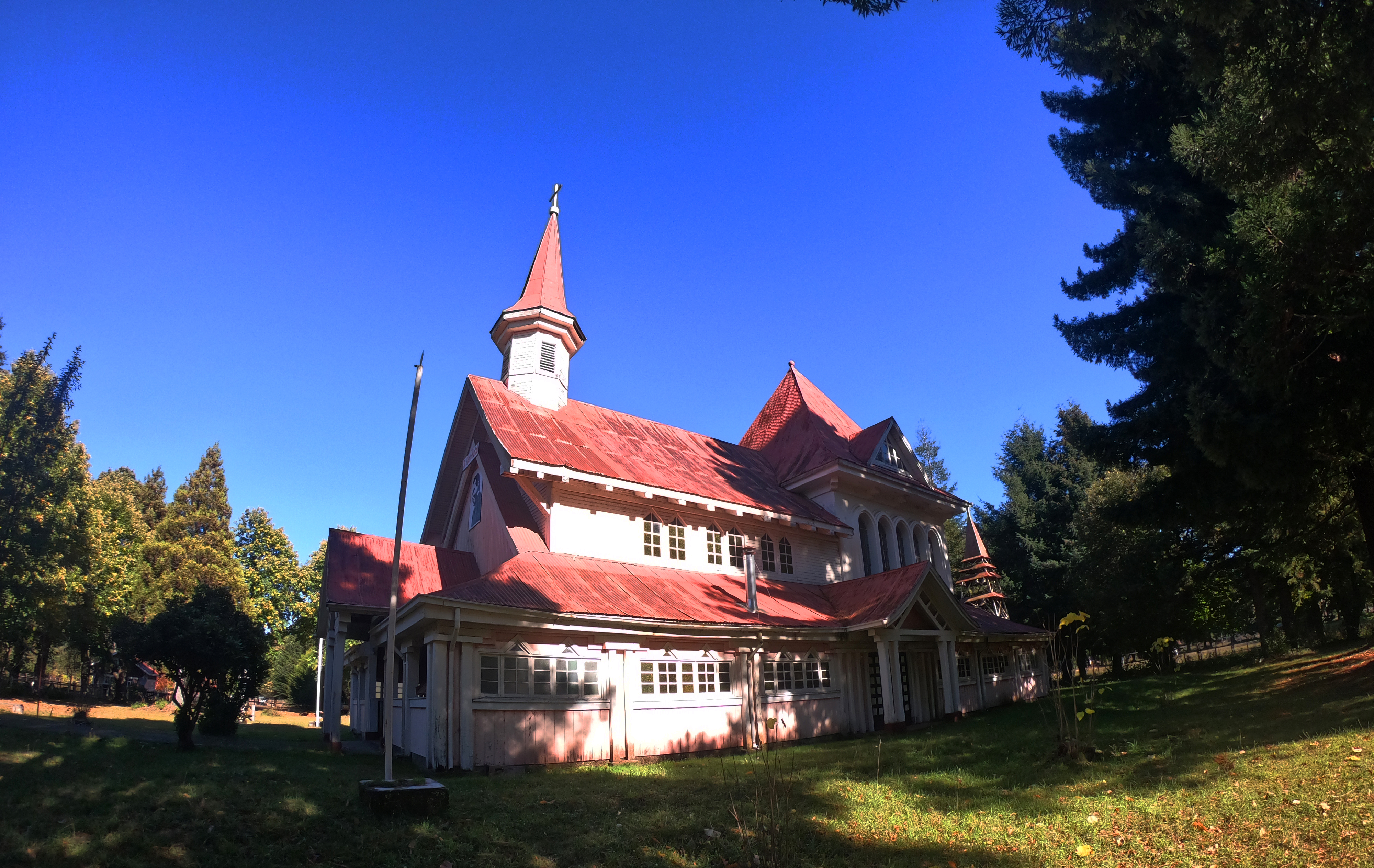
Capilla de San Conrado, Cunco

Cunco cuenta con diversos atractivos turísticos como el  Lago Colico, Lago Caburgua, los ríos Allipén, Curaco, Trafanpulli, Blanco y Huichahue que, combinados con la majestuosidad de su cordón precordillerano y la calidez de sus habitantes hacen de Cunco una gran comuna para visitar. Modelada por la fuerza de la naturaleza, Cunco invita al turista a conocer cada uno de sus rincones, sitios impregnados de historia de la colonización alemana y el ferrocarril. Además de una hermosa capilla declarada monumento nacional del país ubicada en el sector de Villa García a 11 kilómetros de la zona urbana de la comuna.
- Lago Colico: ubicado a 15 km al sur de Cunco en un paraje espectacular adornado por bosques nativos, cuenta con una superficie de 56 km² sus aguas son transparentes y tibias. Excelente lugar para desarrollar actividades turísticas recreativas de playa, camping, excursiones, pícnic y deportes náuticos. A orillas del lago Colico encontramos zonas para acampar como, Camping Puerto Puma, Camping Municipal Ponciano Castro y Camping Trafanpulli.
- Lago Caburgua: a 52 km de Cunco y siguiendo la Ruta Interlagos se puede acceder a una de las playas de este lago por noroccidental. Es un paraje de gran belleza escénica, ideal para la pesca y deportes náuticos. En este lugar se encuentra ubicado el Camping Llanqui Llanqui que ofrece al turista todas las instalaciones para garantizar una estadía inolvidable.
- Capilla de San Conrado, Villa García: ubicada a 11 km de la zona urbana de Cunco se encuentra el conjunto Villa García, emplazado en el sector rural de comuna, está compuesto por 24 casas, una capilla, una escuela con internado, una posta, una sede social y un galpón, y fue diseñado y construido entre 1965 y 1969 por el religioso capuchino Bernabé Gutknecht en conjunto con la comunidad local, tanto la capilla y el sector de Villa García se encuentran declarados como monumentos nacionales en las categorías de monumento histórico y de zona típica o pintoresca respectivamente.[18]

La zona también es conocida por tener buenos productores de cerveza artesanal y plantaciones de lúpulo.

## Medios de comunicación

### Radioemisoras
FM
- 101.1 MHz Radio FM Playback
- 102.1 MHz Radio Mirador
- 103.1 MHz Radio Cordillera

## Personas destacadas
- Antonio Chihuailaf (1899): dirigente mapuche, fundador de la sociedad La Moderna Araucanía.
- Fraile Leovigildo Kley Herter (1913-1983): fraile capuchino de origen alemán, ciudadano ilustre de Cunco, fundador y Director del Liceo Juan Bosco y profesor del Colegio Parroquial (actual Escuela Hermano Leovigildo Kley).
- Arturo Toro Herrera (1923): Escritor, poeta e historiador, profesor, Hijo Ilustre de la Comuna y autor del libro Cunco y su comuna, Crónicas Históricas.
- Benjamín Peña Landa (2001): Historiador, poeta y granjero, hijo de Carlos Peña.
- René Manuel García (1950-): perito agrícola y político.
- Elicura Chihuailaf (1952-): (n. Quecherehue, Comuna de Cunco) poeta, oralitor y traductor mapuche, Hijo Ilustre de la comuna de Cunco, Premio Nacional de Literatura de Chile en 2020.
- René Osvaldo Rebolledo Salinas (1958): Arzobispo de La Serena.
- Roberto Echeverría Boutaud (1976-): maratonista olímpico.